# Associazione Cuore Immacolato di Maria, Madre della Misericordia
L'Associazione Cuore immacolato di Maria, Madre della Misericordia, o Tuus totus (in francese Association Coeur Immaculé de Marie, Tuus Totus; sigla C.I.M.), è un'associazione internazionale di fedeli di diritto pontificio.

## Storia
L'associazione fu fondata nel 1963 a Rouen da Jehan Dahyot-Dolivet, protonotario apostolico e canonico della basilica di Santa Maria Maggiore di Roma. Fu approvata nel 1984 dall'arcivescovo di Rouen.
Il Pontificio consiglio per i laici riconobbe Tuus totus come associazione internazionale di fedeli di diritto pontificio l'8 dicembre 1992.

## Attività e diffusione
L'associazione ha come fine la diffusione della devozione a Maria soprattutto attraverso la creazione e l'animazione di gruppi di preghiera. La spiritualità è quella di san Luigi Maria Grignion de Montfort.
I membri di Tuus totus possono essere associazioni, congregazioni religiose, opere ecclesiali e le persone (laici, sacerdoti e religiosi): quelli che vi aderiscono pienamente e ne vivono la spiritualità secondo il direttorio spirituale sono membri effettivi; gli altri sono membri uniti. L'associazione è guidata da un presidente generale e da un vicepresidente generale.
L'associazione conta 137 000 tra membri effettivi e uniti ed è presente in 37 nazioni. La sede centrale dell'associazione è presso la basilica di Santa Maria Maggiore, a Roma.